# Phil Demmel
Phil Demmel (n. pe 2 aprilie 1967) este lead chitaristul formației americane heavy metal Machine Head. De asemenea el a fost membru fondator al formației Vio-Lence, în care a mai fost un alt membru Machine Head chitarist/vocalistul Robb Flynn. Demmel a mai fost membru al trupei Torque.